# Viktor Kubenko
Viktor Kubenko (ur. 18 stycznia 1977 w Zwoleniu) – słowacki hokeista.

## Kariera klubowa
- HKm Zvolen (1993–1996)
- MsHK Žilina (1996–1997)
- HKm Zvolen (1997–2000)
- Nybro IF (2000–2001)
- New Orleans Brass (2001–2002)
- HKm Zwoleń (2002)
- HK 36 Skalica (2002–2003)
- HKm Zwoleń (2003–2004)
- MHC Martin (2004)
- HK ŠKP Poprad (2004–2006)
- HKm Zwoleń (2006–2008)
- Podhale Nowy Targ (2008–2009)
- Naprzód Janów (2009–2010)
- Basingstoke Bison (2010–2011)
- HC 07 Detva (2011)
- Basingstoke Bison (2011–2012)